# Vittoria Carpi
Pour les articles homonymes, voir Carpi (homonymie).
Vittoria Carpi Merlara (1917-2002) est une actrice italienne de cinéma.

## Biographie
Vittoria Carpi n'a pas eu une carrière cinématographique majeure et sa filmographie est limitée à des petits rôles dans une poignée de titres tournés dans une période s'étendant de 1936 à 1941, l'année où elle a joué « sein découvert », image qui a fait sa renommée, dans le film La Couronne de fer de Alessandro Blasetti.

## Filmographie
- 1935 : Aldebaran de Alessandro Blasetti
- 1936 : Lo smemorato de Gennaro Righelli
- 1936 : Pensaci, Giacomino de Gennaro Righelli
- 1936 : Re di denari de Enrico Guazzoni
- 1937 : Il feroce Saladino de Mario Bonnard
- 1938 : Il suo destino d'Enrico Guazzoni
- 1938 : Le Roman d'un génie (Giuseppe Verdi) de Carmine Gallone
- 1939 : Marionette de Carmine Gallone
- 1939 : Dora Nelson de Mario Soldati
- 1940 : Chi è più felice di me ? de Guido Brignone
- 1941 : Marco Visconti de Mario Bonnard
- 1941 : La Couronne de fer d'Alessandro Blasetti